# Ewout Genemans
Ewout Genemans (La Haya; 7 de febrero de 1985) es un productor de televisión, presentador de televisión, actor y cantante holandés.
Ewout Genemans presenta el programa Nederland 3 en la cadena de televisión holandesa Z@PP y con su productora 'No Pictures Please' ('Por favor, no fotos'),  se encarga de producir varios programas de televisión.

## Biografía
Ewout Genemans nació el 7 de febrero de 1985 en La Haya, Países Bajos.
Tras múltiples trabajos en la televisión holandesa, el 1 de diciembre de 2011 firma un contrato exclusivo con AVRO (televisión holandesa miembro de la UER) para presentar el Festival de la Canción de Eurovisión Junior 2012.

## Trabajos

### Productor
- 2008-2009 - trabajos para Nickelodeon y MTV Holanda.
- 2009 - varias promos para el programa Nederland 3 de la cadena Z@PP.
- 2009-2010 - Fans! para la cadena SBS 6.
- 2010 - Heibel langs de lijn para la cadena KRO.
- 2011 - Voetbalfans para RTL 7
- 2011 - De Gilfactor para EO.
- 2011 - Porno in de Polder.
- 2012 - AVRO TV lab: Flashmob AVRO
- 2013-2014 Ik heb HET nog nooit gedaan RTL 5
- 2013 - Buddy for hire RTL 5
- 2013 - Echte Penoze RTL 4
- 2014 - From Russia With Love RTL 5
- 2019 - Ewout & RTL 5

### Televisión
- 2003 - Vrienden zonder grenzen de Teleac/NOT (actor)
- 2004-2007 - Zoop Nickelodeon (actor)
- 2007-presente - Willem Wever NCRV (presentador)
- 2007-2008 - Sudokidz NCRV(presentador)
- 2007-presente - BZT-Show NCRV (presentador)
- 2009 - Museumbende AVRO (presentador)
- 2009-presente - Kinderprinsengrachtconcert AVRO (presentador)
- 2009-presente - AvaStars LIVE AVRO (presentador)
- 2010 - S1NGLE NET 5 (invitado)
- 2010 - Wie wordt Kruimeltje? AVRO (presentador)
- 2010-presente - Junior Songfestival AVRO (presentador)
- 2010 - Junior Sintfestival AVRO (presentador)
- 2011 - Zapp live NCRV/Nederland 3 (presentador)
- 2011-13- Amsterdam Gay Pride AVRO/Nederland 3 (presentador)
- 2011 - Onder Wibi's Vleugels AVRO/Nederland 1 (presentador)
- 2011 - Gouden televizierringgala AVRO/Nederland 1
- 2012-2013 AVRO Junior Dance AVRO Nederland 3 (presentador con Kim-Lian van der Meij)
- 2012 Junior Eurovisie Songfestival AVRO (presentador)

### Filmografía
- 2005 - Zoop in Africa
- 2006 - Zoop in India
- 2007 - Zoop in South America

### Discografía
- "Verliefd"
- "Ooh Ooh het voelt zo goed"
- "Laat me leven"
- "Djeo Ma Djula" (Zoop in Africa)
- "India you're like magic to me" (Zoop in India)
- "Baila Mi Tango" (Zoop in South America)